# Tom Briscoe
Tom Briscoe (* 19. März 1990 in Featherstone) ist ein englischer Rugby-League-Spieler, der zurzeit für die Leeds Rhinos in der Super League spielt.

## Karriere
Briscoe begann seine Karriere beim Amateurverein Featherstone Lions, von wo aus er einen Vertrag beim Hull FC unterschrieb. 2008 hatte er sein Debüt für Hull bei einem Spiel gegen die Warrington Wolves.
Aufgrund seiner starken Leistung am Anfang der Saison unterschrieb Briscoe 2009 einen Vertrag mit Hull, der bis 2013 lief. 2010 hatte er sein erstes Länderspiel mit England gegen die New Zealand Māori. 2011 nahm er mit England an den Four Nations und dem ersten International-Origin-Spiel teil, außerdem wurde er ins Super League Dream Team gewählt.
Am 2. Oktober 2013 unterschrieb er einen Vertrag bei den Leeds Rhinos, wo auch sein jüngerer Bruder Luke Briscoe spielt. Sein Debüt war am 16. Februar 2014 bei einem Spiel gegen die Hull Kingston Rovers, das Leeds 34:6 gewann und in dem er einen Hattrick erzielte. In den nächsten 10 Spielen legte er 8 Versuche.
2015 gewann Leeds den Challenge Cup 50:0 gegen die Hull Kingston Rovers. Briscoe legte in dem Spiel fünf Versuche, was vor ihm in einem Challenge-Cup-Finale noch keiner geschafft hatte. Als Man of the Match gewann er die Lance Todd Trophy.